# Giacomo Bertucci

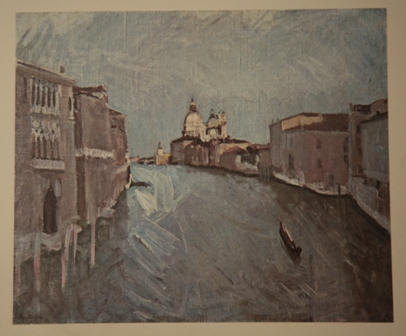
Venezia in grigio 1949 (Galleria d'Arte Moderna di Piacenza)

Giacomo Bertucci (Bardi, 16 agosto 1903 – Milano, 10 agosto 1982) è stato un pittore italiano.

## Biografia
Giacomo Bertucci nasce a Bardi (Parma) nel 1903, allievo di Francesco Ghittoni a Piacenza e poi di Aldo Carpi all'Accademia di Brera a Milano, fino alla fine degli anni trenta vive e lavora prevalentemente a Piacenza e a Parma con un periodo di studi di qualche anno, all'Accademia di Brera, a Milano, dove nel 1935 consegue il Diploma di Licenza di Pittura. Dopo aver partecipato a varie mostre collettive, nel 1938 la sua prima personale a Piacenza: la prefazione al catalogo è di Aldo Carpi. Nel 1939 è promotore e organizzatore, curandone anche il catalogo, di una mostra postuma di Ghittoni che ebbe molta risonanza a Piacenza, dedicata, in Palazzo Gotico, alla memoria del suo maestro; nello stesso anno organizza e dirige una Scuola di nudo disegnato, trisettimanale per gli artisti piacentini presso l'Istituto d'Arte Gazzola. Nel 1940, anno in cui è nominato insegnante di Ornato e successivamente di Figura al Liceo artistico di Brera passa definitivamente a Milano, dove dirige contemporaneamente per tre anni la Scuola di pittura del Dopolavoro Civico; dal 1940 e fino al suo ritiro per età, insegna a Brera e, dal 1967 al 1980, all'Istituto Gazzola di Piacenza, partecipando a importanti mostre locali e nazionali e ottenendo riconoscimenti e premi. Svolge la sua attività di pittore, ritrattista e paesista nei suoi due studi milanesi: presso l'Orto Botanico di Brera e in Città Studi. È membro dell'Accademia Clementina e dell'Accademia Parmense di Belle Arti. Trentasette sono le sue mostre personali, sue opere sono in raccolte pubbliche e private in Italia e all'estero. Muore a Milano nel 1982.